# Калмахелидзе, Гиви Дмитриевич

Калмахелидзе, Гиви Дмитриевич

Екатериновка. 1977 г. Бум., офорт. 32х43.

Вставай, страна огромная... 1984 г. Бум., офорт. 41х48.

Орловская правда. 2015 г. Бум., офорт. 50х65.

Феликс. 2018 г. Бум., офорт. 50х65.

Гиви Дмитриевич Калмахелидзе (род. 4 мая 1941 года, Тбилиси, ГрузССР, СССР) — советский и российский художник, народный художник Российской Федерации (1993).

## Биография
Родился 4 мая 1941 года в Тбилиси Грузинской ССР, в семье грузинского рабочего Дмитрия Семёновича Калмахелидзе (1889—1952) и русской крестьянки Пелагеи Макаровны Калмахелидзе (Музалевой) (1902—1990), живёт и работает в Орле.
В период с 1960 по 1963 годы — учился в народном университете имени Н. К. Крупской, затем, с 1966 по 1967 годы — на отделении промышленной графики, с 1967 по 1971 годы — на отделении промышленной графики Харьковского художественно-промышленного института.
С 1964 по 1965 годы — учитель рисования в средней школе № 12 с. Овощи Ставропольской области.
С 1971 года — ведет преподавательскую деятельность на художественно-графическом факультете Орловского педагогического института (с 1996 года — Орловский государственный университет): ассистент (1971—1974), старший преподаватель (1974—1980) кафедры изобразительного искусства, доцент (1980—1995), заведующий кафедрой теории и методики изобразительного искусства (1987—2007), профессор (с 1995), заведующий кафедрой «Дизайн» художественно-графического факультета (с 2007 года).

## Творческая, организационная и выставочная деятельность
Работал в творческой группе под руководством народного художника СССР А. И. Курнакова в г. Железногорске, на КМА Курской области (1972—1974 гг.).
С 1974 года — член Союза художников РСФСР (России), с 1976 по 1992 годы — член правления Орловской организации Союза художников, с 1974 по 1985 годы — член правления Союза художников РСФСР, с 1988 по 1992 годы — член правления Союза художников СССР, с 1977 по 1990 годы — член Союза художников РСФСР, с 1978 пл 1995 годы — член Комиссии по работе с творческой молодежью России, с 1988 по 1995 годы — член правления графической секции Союза художников России.
С 1974 по 1985 годы — руководитель молодёжной секции Орловской организации Союза художников, с 1974 по 1985 годы — организатор и руководитель Орловской молодёжной творческой бригады художников, с 1985 по 1988 годы — председатель Орловской организации Союза художников, с 2008 по 2010 годы — член правления этой же организации.
Член зонального выставочного комитета художественных выставок «Край Черноземный» (1981—1993), выставочных комитетов: 1-й и 2-й Всероссийских выставок станковой графики (1986, 1990); республиканской выставки: «Молодость России» (1989), 4-й Всероссийской выставки эстампа (1989), всероссийской выставки «Россия-92» (1992). Делегат V, VI съездов художников РСФСР (1981, 1987), VII, VIII съездов Союза художников СССР (1988, 1992), Первой конференции Союза художников России (1992).
Работал в Домах творчества: «Челюскинская» (1974, 1978), «Сенеж» (1976). Рабочие поездки в Железногорск, на Курскую магнитную аномалию (1972—1974), в Сибирь, на Байкало-Амурскую магистраль (1977). Творческие поездки в Турцию (1975), Чехословакию (1977, 1981, 1987), Италию (1979), Францию (1983), Японию (1985), Германию (1980, 1992).
Участник, более 100 Всесоюзных и Всероссийских выставок, выставок: областных (с 1971 г.) в Москве, Ярославле, Орле, Воронеже, Липецке и других городах России, более 100 зарубежных художественных выставок-конкурсов (Франция, Германия, Польша, Чехословакия, Болгария, Югославия,Бельгия, Швеция, Венгрия, Япония,Ирландия, Бельгия, США, Финляндия, Македония, Аргентина, Бразилия, Норвегия).
Персональные выставки: (Москва, 1979); (Япония, 1985); (Израиль, 1992); (Вашингтон, США, 1992); «Сто офортов» (Орел, 2002); «Живопись Г. Д. Калмахелидзе» (Орел, 2006).
Произведения представлены в Дирекции выставок Союза художников Российской Федерации, Министерстве культуры Российской Федерации, Художественном фонде России, Государственной Третьяковской галерее, Орловском музее изобразительных искусств, Орловском областном краеведческом музее, Музее-диораме города Севастополя, Тамбовской картинной галерее, в Удмуртском Республиканском музее изобразительных искусств, в музеях Германии, Норвегии, Франции, США, Чехии, Японии.

## Награды
- Народный художник Российской Федерации (1993)
- Заслуженный художник РСФСР (1986)
- Почётный член Российской академии художеств (2015)
- Почетные грамоты ЦК ВЛКСМ (1976), Министерства просвещения РСФСР (1979), Министерства культуры РСФСР (1985), Союза художников РСФСР (1974, 1991)

Завод. 1974 г. Бум., офорт. 50х65.

- первая медаль Международной биеннале графии во Фрехене (1978, Германия)

Премии:
- ЦК ВЛКСМ (1976), «Гран-при» 3-й Международной квадриеннале графики малых форм в Банска-Быстрице (1981, Чехословакия), Специальный приз жюри и Первая премия 5-й Международной биеннале графики, посвященной памяти А. Дюрера (1982, Мюлуза-Франция); Министерства культуры РСФСР (1985), Международной биеннале станковой графики в Любляне (1986, Югославия), Специальный приз жюри Европейской биеннале графики в Мюлузе (1992, Франция)

Дипломы:
- ЦК ВЛКСМ (1976), Министерства культуры РСФСР и Союза художников РСФСР (1976, 1977, 1980, 1985, 1987), 2-й Международной квадриеннале малых форм в Банска-Быстрице (1977, Чехословакия), Министерства Просвещения РСФСР (1979), Золотой диплом журнала ЦК ВЛКСМ «Техника-молодежи» (1980), 7-й Таллиннской триеннале графики (1986), Союза художников СССР (1989)